# Дедегкаев, Виктор Хасанбиевич
Виктор Хасанбиевич Дедегкаев (род. 6 мая 1948 года, с. Чикола, Ирафский район, СОАССР, СССР) — российский учёный-педагог и экономист, академик РАО (2011).

## Биография
Родился 6 мая 1948 года в селе Чикола Ирафского района СОАССР.
В 1971 году — окончил факультет механизации ГСХИ, работал на автотранспортном предприятии объединения «Владикавказстрой» главным инженером, а затем и начальником объединения.
В 1992 года — был избран депутатом Верховного Совета Российской Федерации, являлся членом Высшего экономического Совета РФ.
В октябре 1993 года — защитил кандидатскую, а в 2005 году — докторскую диссертацию.
С 1993 по 2001 годы — Председатель Национального банка Республики Северная Осетия-Алания (территориальное подразделение Банка России), трижды избирался депутатом Парламента Республики Северная Осетия-Алания.
С 1998 года — возглавляет кафедру «Финансы и кредит» в Северо-Кавказском горно-металлургическом институте (государственном технологическом университете) и организовал при кафедре компьютерный класс.
В 2007 году — избран членом-корреспондентом, в 2011 году — академиком Российской академии образования, состоит в Отделении общего среднего образования.

## Награды
- почётная грамота Центрального банка Российской Федерации — за многолетний добросовестный труд в банковской системе и в связи со 140-летием образования Банка России
- почётная грамота РСО-Алания (Указ Президента РСО-Алания от 06.03.1998)